# 羅伯特·西亞特卡
羅伯特·西亞特卡（1934年6月20日—）是一名法國前足球員，司職後衛。
西亞特卡出生於法國，具有波蘭血統。他因在1956年和1959年歐洲聯賽冠軍盃決賽中與蘭斯一起踢球而在球會足球界廣為人知。
隨著米歇爾·伊達爾戈於2020年3月26日去世，西亞特卡成為首屆歐洲杯決賽中唯一在世的球員。

## 外部鏈接
- Robert Siatka Profile （页面存档备份，存于）於法國足球總會（法語）